# Lustige Musikanten
Die Sendung Lustige Musikanten bzw. Lustige Musikanten on Tour waren seit 1971 ausgestrahlte Musiksendungen des ZDF, die sich der Volksmusik und dem volkstümlichen Schlager widmete.
2007 wurde die Reihe eingestellt. Die Fernsehsendungen schlossen an die seit 1969 sonntäglich um 13.10 Uhr ausgestrahlte Radiosendung des Deutschlandfunks an, in der es erstmals in der deutschen Mediengeschichte auch eine monatlich erstellte ‚volkstümliche Hitparade‘ unter dem Titel „Wettstreit nach Noten“ gab.

## Moderatoren
Moderatoren der ersten Sendungen waren Peter Puder und Udo Schröder. Sie moderierten die Sendung bis 1975. Verantwortliche Redakteurin war Anita Enders, die gelegentlich auch selbst moderierte. Es folgten Ruth Kappelsberger und Maxl Graf. Ruth Kappelsberger wurde 1976 von Lolita, einer österreichischen Schlagersängerin, abgelöst. Lolita wurde 1978 durch Carolin Reiber ersetzt und Maxl Graf 1980 von Elmar Gunsch. 1993 wurden Marianne und Michael die neuen Moderatoren, die die Sendung bis zu ihrer Einstellung im Jahr 2007 moderierten.

## Gäste
Als Musik- und Sangesgäste traten unter anderem auf: Gitti und Erika, Slavko Avsenik, Maria und Margot Hellwig, Hansl Krönauer, Heino, Kastelruther Spatzen, Stefanie Hertel, Hansi Hinterseer, die Wildecker Herzbuben, Ernst Mosch und viele andere.

## CDs
Im Rahmen der Sendung erschienen drei CDs:
- Das Beste aus Lustige Musikanten
- Lustige Musikanten Folge 2
- Lustige Musikanten on Tour